# خشک شدن

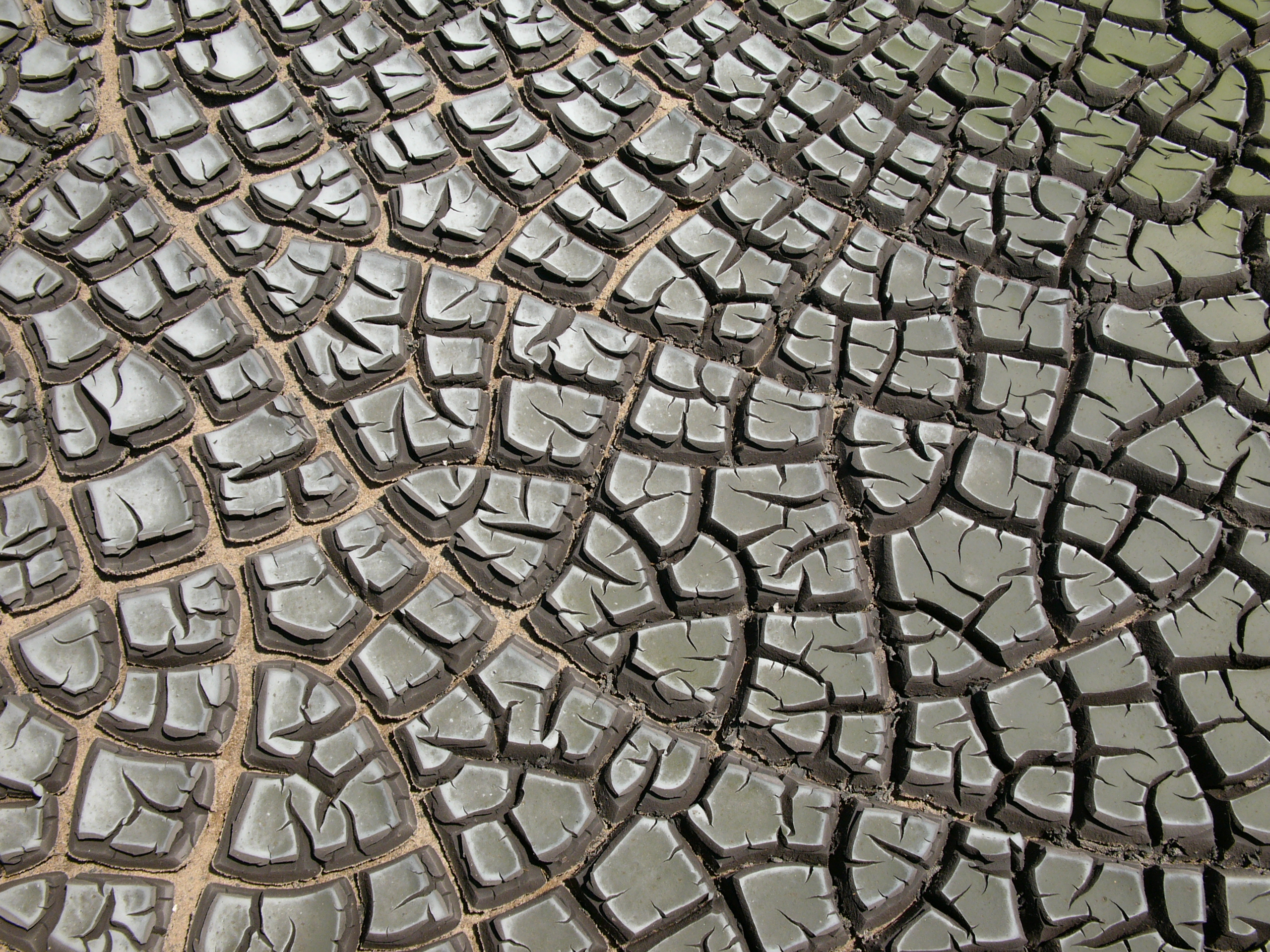
ترک‌های خشک شدن در لجن

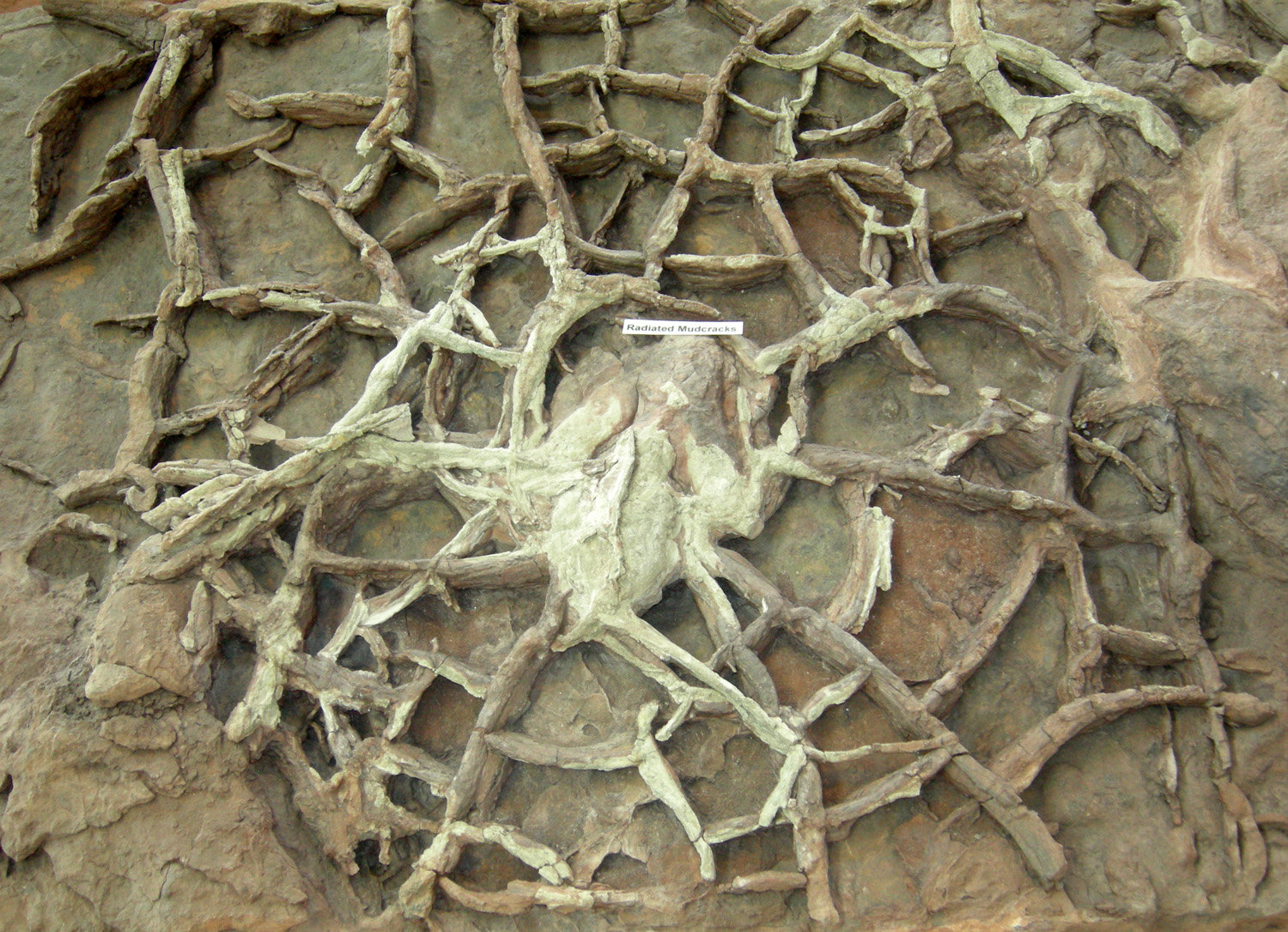
ترک‌های خشک‌شدگی مرکزگرا در سازند Moenave ژوراسیک پایین در سایت کشف دایناسور در سنت جورج در مزرعه جانسون، جنوب غربی یوتا. ردپای دایناسور در مرکز قرار دارد.

خشک شدن (به انگلیسی: Desiccation) (از واژۀ لاتین de- "به طور کامل" + siccare "خشک کردن")، حالت خشکی شدید یا فرآیند خشک شدن شدید است. یک ماده خشک‌کن یک ماده جاذب ( جذب و نگهدارنده آب) است که چنین حالتی را در همسایگی محلی خود در یک ظرف با مهر و موم متوسط القا می‌کند یا نگه می‌دارد.

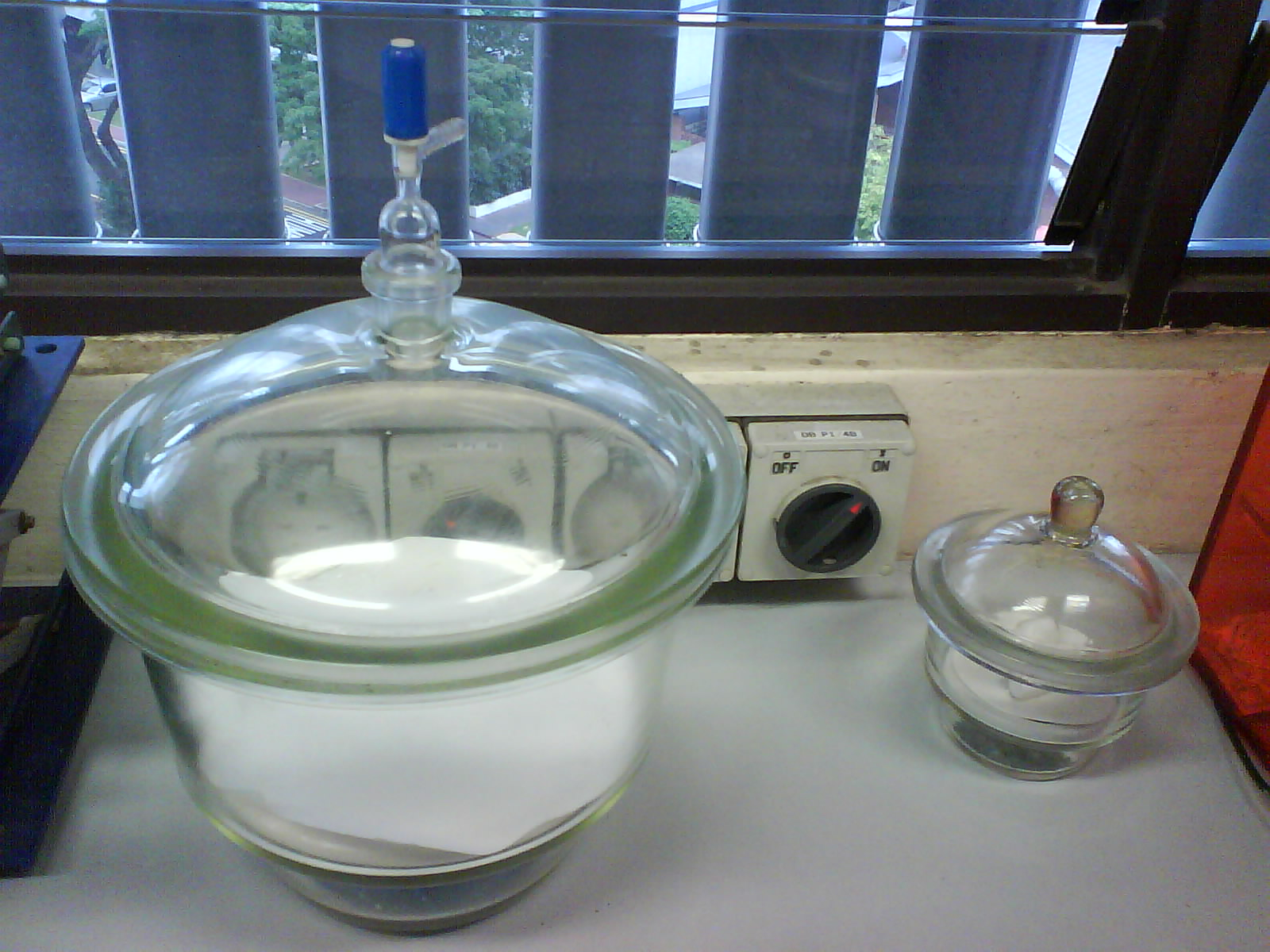
یک خشک‌کن خلاء (سمت چپ) و یک خشک‌کن (راست). سیلیکاژل با نشانگر کلرید کبالت که در قفسه پایینی قرار داده شده است به عنوان خشک‌کننده استفاده می‌شود.